# Jan Kołaczek-Placentinus
Jan Kołaczek, Johannes Placentinus (ur. 5 czerwca 1630 w Lesznie, zm. 11 marca 1683 we Frankfurcie nad Odrą) – filozof, matematyk, astronom.

## Życie
Pochodził ze spolonizowanej rodziny czeskiej mieszkającej w Lesznie. Uczył się początkowo w Gdańsku i Królewcu, następnie studiował teologię i matematykę na uniwersytetach w Groningen, Lejdzie i Frankfurcie nad Odrą. Podczas studiów w Niderlandach poznał wielu jego zwolenników kartezjanizmu: Tobiasa Andreae, Johannesa de Raeya, Corneille'a van Hogelande, Gualterusa Mirkiniusa, Daniela Lipstorpa .
W Academii Viadrina we Frankfurcie nad Odrą został profesorem matematyki, a w 1658 i 1665 sprawował funkcję rektora. Po 1666 zrezygnował z pracy z przyczyn zdrowotnych .

## Poglądy
Placentinus był czołowym wczesnym przedstawicielem kartezjanizmu w Europie Środkowo-Wschodniej. W swoich pracach nie tylko komentował i przybliżał dzieła Kartezjusza i jego zwolenników, ale także bronił ich przed zwolennikami arystotelizmu. Statut Uniwersytetu we Frankfurcie nad Odrą pozwalał na wykładanie jedynie arystotelizmu i Placentinus był zmuszony wykazywać zbieżność filozofii Kartezjusza i Stagiryty. Jego argumentacja przedstawiona w dziele Syncretismus philosophicus inter Renatum Des Cartes atque Aristotelem institutus opierała się na podobieństwie metodologicznym, jest wątpliwa i nie ma obecnie większej wartości .
Dokonana przez Placentinusa recepcja kartezjanizmu obejmowała ponadto kwestie epistemologiczne (gdzie podkreślał metodologiczną wartość wątpienia), a także w filozofii przyrody (gdzie przyjmował Kartezjańską koncepcję materii, odrzucającą atomizm i próżnię). Podobnie jak Kartezjusz, zachowywał ważne miejsce dla Boga, jako warunku poznania, jak i przyczyny ruchu .

## Dzieła
- (1655) Disputatio delationem Terrae annuam circa Silem, et ejusdem circumgyrationem diurnam circa proprium centrum probans, more Geometrico disposita, F;
- (1655) Naturalis harmonia astronomiae cum chiromantia, Frankfurt;
- (1655) Renatus Des Cartes triumphans, id est principia philosophiae Cartesianae in Alma Viadrina ventilae et defensa, Frankfurt;
- (1656) Syncretismus philosophicus inter Renatum Des Cartes atque Aristotelem institutus, Frankfurt;
- (1657) Geotomia sive Terrae sectio exhibens praecipua et difficiliora problemata, Frankfurt;
- (1659) Dissertatio philosophica de calore et motu membrorum naturali in corpore humano, Frankfurt;
- (1659) Dissertatio philosophica probans et motum membrorum naturalem in humano corpore, adeoque vitam non procedere ab anima, quae unica est scilicet rationalis, sed a materia coelesti subtilissima, analoga elemento solis et stellarum fixarum, Frankfurt;
- (1660) Dissertatio philosophica exhibens modum praecavendi errorem in veritatis philosophicae. Imprimis naturalis inquisitione atque diiudicatione iuxta principia Renati Des Cartes, Frankfurt;